# Roi, Dame, Valet
Pour le film, voir Roi, Dame, Valet (film).
Roi, Dame, Valet (en russe : Король, дама, валет) est le second roman de l'écrivain Vladimir Nabokov, publié pour la première fois en 1928 par la maison d'éditions Slovo à Berlin.

## Résumé
L'histoire se déroule à Berlin, où Franz se rend pour commencer une nouvelle vie sous la protection de son oncle, Dreyer, et de sa femme, Marthe, qu'il n'a encore jamais rencontrés. Il est immédiatement subjugué par la beauté, la grâce et le charme de Marthe, et après quelques difficultés d'adaptation à la ville en devient l'amant. Lentement, Marthe prend le contrôle du jeune homme et l'idée d'un meurtre perpétré sur son mari prend forme.

## Citations
- « De tous mes romans, ce vigoureux gaillard est le plus désinvolte. », Vladimir Nabokov, à propos de Roi, dame, valet.
- « Pour finir, la question du titre. J'ai retenu trois figures, toutes de cœur, tandis que j'écartais une paire de moindre importance. Les deux nouvelles cartes qui m'ont été distribuées pouvaient justifier la manœuvre, car j'ai toujours eu la main heureuse au poker. Discret, furtif, pointant à peine à travers la fumée piquante du tabac, le bord d'une carte se fraye un chemin sous mon pouce. As de cœur - qu'on appelle cœur de grenouille en Californie. Et les grelots du joker ! Il ne me reste plus qu'à espérer que mes bons vieux partenaires dont les jeux regorgent de quintes et de mains pleines penseront que je suis en train de bluffer. », Vladimir Nabokov, à propos de Roi, dame, valet.

## Adaptation cinématographique
- Ce roman a été adapté en 1972 pour le cinéma : Roi, Dame, Valet par Jerzy Skolimowski.

## Édition en français
- Vladimir Nabokov (trad. Georges Magnane et Bernard Kreise, préf. Maurice Couturier), Œuvres romanesques complètes, Paris, éditions Gallimard, coll. « Bibliothèque de la Pléiade » (no 461), 1999, 1731 p. (ISBN 978-2-07-011300-2), « Roi, dame, valet »